# コロンディーバ圏
コロンディーバ圏（コロンディーバけん、フランス語: Cercle de Kolondièba）は、マリ共和国の地方行政区画でブグニ州を構成する圏のひとつ。行政の中心地はコロンディーバにおかれる。下級単位のコミューンは2009年時点で12団体あり、2009年の統計で人口は202,618人を数える。圏内はコロンディーバを都市的コミューンとし、それ以外は農村コミューンとなっている。
2023年2月22日、行政区画再編によりシカソ州からブグニ州へ移管され、一部のコミューンが分離した。

## コミューン
コロンディーバ圏には2009年時点で以下のコミューンがある。2023年2月22日の行政区画再編により、カディアナ、ファコラは単独の圏に昇格し、ナンガラッソ、ティオンギ、ファラコなどのコミューンも新しい圏へ移管となった。
| 地名                                                    | 1998年の人口 | 2009年の人口 | 年間平均変化率 |
| ------------------------------------------------------- | ------------ | ------------ | -------------- |
| コロンディーバ（fr:Kolondiéba）                         | 37,945       | 57,898       | 3.9            |
| ブーグラ (コロンディーバ圏)（fr:Bougoula (Kolondiéba)） | 3,716        | 6,257        | 4.9            |
| ファラコ (コロンディーバ圏)（fr:Farako (Kolondiéba)）   | 14,668       | 28,101       | 6.1            |
| ファコラ（fr:Fakola）                                   | 10,370       | 15,391       | 3.7            |
| カディアナ（fr:Kadiana）                                | 15,745       | 21,548       | 2.9            |
| ケビラ（fr:Kébila）                                     | 24,796       | 36,367       | 3.5            |
| コロッソ（fr:Kolosso）                                  | 5,391        | 8,986        | 4.8            |
| メナ (マリ共和国)（fr:Ména (Mali)）                     | 5,003        | 3,042        | -4.4           |
| ンゴロディアナ（fr:N'Golodiana）                        | 5,385        | 3,567        | -3.7           |
| ナンガラッソ（fr:Nangalasso）                           | 8,629        | 11,079       | 2.3            |
| ティオンギ（fr:Tiongui）                                | 6,573        | 7,611        | 1.3            |
| トゥーッセゲラ（fr:Tousséguéla）                        | 3,640        | 2,771        | -2.4           |